# Gorbit
Gorbit (francès Gourbit) és un municipi francès situat al departament de l'Arieja i a la regió d'Occitània.